# Teracàtries
Els teracàtries (llatí: Teracatriae) foren una tribu germànica del Nòric, a la riba del Danubi, probablement situada al sud dels Baemi, que són esmentats per Ptolemeu. Es desconeix d'on procedia aquest poble, juntament amb els racates, hom suposa que eren poblacions d'origen celta, potser supervivents de la destrucció dels volques tactòsages, que empesos pels quades i després exiliats pels marcomans, van acabar acantonats a la riba esquerra del Danubi.